# 스타파라데
스타파라데(Starparade)는 1968년 3월 14일부터 1980년 6월 5일까지 ZDF에서 방영된 서독의 음악 텔레비전 프로그램으로, 라이너 홀베가 제임스 래스트와 그의 오케스트라와 함께 진행을 맡았으며, 이 쇼를 통해 전 세계적인 성공을 거두었다.